# Pioneer 9
Pioneer 9 är en amerikansk rymdsond som är del av Pioneerprogrammet. De sköts upp från Cape Canaveral den 8 november 1968 och gick in i en heliocentrisk omloppsbana med minsta avstånd till solen på 0,75 AU. Den 19 maj 1983 var sista gången man hade kontakt med rymdsonden.
Rymdsonden är identisk med Pioneer 6, Pioneer 7 och Pioneer 8.

### Fotnoter
1. ↑  ”NASA Space Science Data Coordinated Archive” (på engelska). NASA. https://nssdc.gsfc.nasa.gov/nmc/spacecraft/display.action?id=1968-100A. Läst 26 mars 2020.